# Peperomia non-hispidula
Peperomia non-hispidula är en pepparväxtart som beskrevs av William Trelease. Peperomia non-hispidula ingår i släktet peperomior, och familjen pepparväxter. Inga underarter finns listade i Catalogue of Life.